# Erik Westlin
Erik Torsten Westlin, född 23 februari 1913 i Hökhuvuds församling, Uppland, död 8 april 1977 i Norrköpings Borgs församling, Östergötland, var en svensk friidrottare (diskuskastning). Han vann SM-guld i diskus 1942 och 1946 och var 6:a vid EM 1946. Han tävlade för IFK Norrköping.